# محمد بن إسحاق بن غانية
محمد بن إسحاق بن غانية أمير الجزائر الشرقية، وثالث حُكّام بني غانية عليها.

## سيرته
تولى محمد بن إسحاق بن غانية إمارة الجزائر الشرقية خلفًا لأبيه إسحاق بن غانية المتوفي سنة 539هـ/1183م، في الوقت الذي كانت فيه رسل الخليفة الموحدي أبي يعقوب يوسف كانت قد جاءت لأبيه تدعوه للاعتراف بطاعة الخليفة الموحدي، والدعوة له في الخطبة.
كان علي بن الربرتير سفير الخليفة الموحدي إلى بني غانية. آثر محمد بن إسحاق موادعة الموحدين، وأبدى استجابته للدخول في طاعة الخليفة الموحدي. إلا أن إخوته علي ويحيى وطلحة وعبد الله وسير وتاشفين ومحمد المنصور وإبراهيم، لم يرضوا بالإمر، وخلعوا أخيهم محمد، واختاروا أخيهم عليًّا ليخلفه. ثم ماطل بنو غانية علي بن الربرتير إلى أن جاءت أنباء مصرع الخليفة الموحدي أبي يعقوب يوسف في حصار شنترين، فاعتقلوا ابن الربرتير، وأودعوه السجن.
ثم قرر بنو غانية التصعيد ضد الموحدين، فجهزوا حملة لغزو إفريقية يقودها علي بن إسحاق الذي استناب مكانه أخيه طلحة بن إسحاق بن غانية على الجزائر الشرقية. وفي أوائل 581هـ/1185م، استطاع ابن الربرتير التواصل مع جند بني غانية المسيحيين المرتزقة الذين ساعدوه على الفرار من السجن، وخلع طلحة بن إسحاق نائب الأمير، وأعاد محمد بن إسحاق بن غانية لسدة حكم الجزائر الشرقية. ولم تمض فترة إلا وطلب الخليفة الجديد أبو يوسف يعقوب المنصور من محمد بن إسحاق بن غانية الطاعة، فامتنع. فأرسل الخليفة أسطول يقوده أبو العلاء بن جامع، فاستغاث محمد بألفونسو الثاني ملك أراغون، فأمده بالجنود الذين ساعدوه على صد هجوم الموحدين. اختلفت الروايات في مصير محمد بن إسحاق بعدئذ، فقيل أن أهل ميورقة لم يرضو بخنوع محمد بن إسحاق، واستعانته بملك مسيحي، فخلعوه ونصّبوا أخاه تاشفين بن إسحاق بن غانية. وقيل بل علم علي بن إسحاق وإخوته في إفريقية بما حدث، فأرسلوا أخاهم عبد الله بن إسحاق إلى ميورقة سنة 583هـ/1187م، فخلع محمد بن إسحاق، ونفاه لبر الأندلس، وتلقّفه الموحدون بالترحاب، وولّوه دانية حتى مات.